# Grande-Bretagne aux Jeux paralympiques d'hiver de 1980
La Grande-Bretagne participe aux Jeux paralympiques d'hiver de 1980 à Geilo. Elle n'y remporte aucune médaille, se situant à la onzième place des nations au tableau des médailles.